# Хартвел (језеро)
Хартвел (енгл. Lake Hartwell) је вештачко језеро у Сједињеним Америчким Државама. Налази се на територији америчких савезних држава Џорџија и Јужна Каролина. Површина језера износи 225 km².